# Александар Вилаплан
Алехандер Вилаплан (фр. Alexandre Villaplane; Алжир, 12. септембар 1905 — Аркеј, 26. децембар 1944) био је француски фудбалер који је играо као везни играч. Вилаплан је такође био нацистички сарадник који је ухапшен и погубљен због својих акција током Другог светског рата.

## Француски фудбал
У каријери је играо за Сете (1921–1924), ФК Ним (1927–1929), Расинг (1929–1932), Антибес (1932–1933) и ФК Ница (1933–1934). Играо је 25 пута за фудбалску репрезентацију Француске и био је капитен француске екипе која је ишла на ФИФА Светско првенство 1930.
Играо је за Антибес у првом француском професионалном шампионату 1932–33. Лига је била подељена на северни и јужни део, при чему је сваки део чинио десет тимова. Антибес је завршио на врху табеле у јужном делу и играо је против Лила са севера за титулу. Антибес је победио у мечу, али им је одузета титула након због намештања утакмица. Менаџер Лила добио је доживотну забрану, али Вилаплан, за којег се озбиљно сумњало да је намештао мечеве, добио је само малу казну. Вилаплан се затим придружио Ници у сезони 1933–34. Изгубивши занимање за своју каријеру и постајући редовни љубитељ коњских трка, учинио је последњи покушај да оживи своју каријеру у бордо-друголигашком клубу, али је сезону завршио у затвору, осуђен за свој удео у скандал са намештањем коњске трке.

## Криминална каријера
Почетком Другог светског рата, Вилаплан се укључио у паришко црно тржиште и рекетирао локално јеврејско становништво. Осуђен је на два месеца затвора због поседовања украдене робе 1940. Кроз своје криминално порекло, скренуо је пажњу француске организације коју је формирала РСХА за спровођење операција против побуне против француског отпора. Група, коју су чинили криминалци који су сарађивали, у колоквијалном је називу била француски Гестапо. Њу су заједнички водила два париска гангстера, Хенри Лафонт и Пиер Бони. Чланови су користили своје криминално знање и мреже радећи за нацистичке службе безбедности у окупираној Француској и Вишију . Вилаплан се специјализовао за рекетирање трговаца златом.
1942. године напустио је Париз за Тулуз да би побегао од Немаца од којих је покушавао да побегне. Његов бивши саиграч Луис Казал набавио је за њега нове личне документе и вратио га у Париз. СС га је ухапсио 1943. године због крађе количине драгог камења и затворио у логор Компење, али га је Лафонт успео да ослободи.
Вилаплан је тада постао Бонијев шофер, а затим, 1944. године, шеф једног од пет одељења Северноафричке бригаде, криминалне организације коју су сачињавали северноафрички имигранти и која је сарађивала са нацистима кроз активности против отпора. Жесток карактер његових регрута стекао му је неугодан надимак „СС Мохамед“. Добио је и чин и униформу СС-Унтерстурмфухрера . Његов одељак је био задужен за проналажење чланова Отпора и њихових присталица у региону Периге месеца марта 1944, а затим у региону Еме наредног месеца. Управо је у Емеу преговарао за живот талаца за новац. 11. јуна 1944, дан након масакра у Орадоур-сур-Гланеу, у Мусидану је погубио 52 особе.
Осуђен је на смрт 1. децембра 1944. године јер је директно умешан у најмање 10 убистава. Погубљен је стрељачким водом 26. децембра 1944. у Форт де Монтроугу.